# Йохан Лудвиг II (Анхалт-Цербст)
Йохан Лудвиг II фон Анхалт-Цербст (на немски: Johann Ludwig II von Anhalt-Zerbst; * 23 юни 1688 в Дорнбург; † 5 ноември 1746 в Цербст) от род Аскани е от 1742 до 1746 г. управляващ княз на Княжество Анхалт-Цербст. Той е чичо на руската императрица Екатерина II.
Той е най-възрастният син на княз Йохан Лудвиг I фон Анхалт-Цербст (1656 – 1704) и съпругата му Христина Елеонора фон Цойч (1666 – 1669). Баща му е шестият син на княз Йохан VI фон Анхалт-Цербст (1621 – 1667) и на принцеса София Августа фон Шлезвиг-Холщайн-Готорп (1630 – 1680). Той е чичо на руската императрица Екатерина II.
От 1720 г. Йохан Лудвиг II е управител, главен-дрост, в Йевер. Той остава там 22 години и основава градската църква, която е осветена през 1736 г.
През ноември 1742 г., след смъртта на първия му братовчед Йохан Август, той става управляващ княз на Анхалт-Цербст, заедно с по-малкия си брат Христиан Август (1690 – 1747) и се връща в Цербст.
Йохан Лудвиг II умира нежен след четири години управление на Анхалт-Цербст на 5 ноември 1746 г. на 58 години. 